# 自由度の指数
自由度の指数は様々な非政府組織から発表されており、国、地域をランキングしている。それぞれ、政治、経済、人権などの様々な観点から指数を算出している。

## 有名な指数
- Economic Freedom of the Worldはカナダの公的シンクタンクであるフレーザー研究所（英語版）が90の国、地域の研究所、機関と連携し発表している経済自由度の指標。下記の表には含まれていない。
- 世界自由度指数（英語版）（Index of Freedom in the World）はカナダの公的シンクタンクであるフレーザー研究所（英語版）と、アメリカ合衆国のケイトー研究所、ドイツの研究所が連携し発表している自由権の指標[1]。下記の表には含まれていない。
- 世界報道自由度指数（Worldwide Press Freedom Index）もしくは世界報道自由度ランキングはフランスを拠点とする国境なき記者団が発表する報道の自由度の指標。「非常に深刻な状態」「深刻な状態」「問題な状態」「十分な状態」「良好な状態」の5つに分類される[2]。
- 民主主義指数（Democracy Index）はイギリスを拠点とするエコノミスト・インテリジェンス・ユニット（雑誌エコノミストの調査部門）が発表する民主主義の度合いの指標。自由権、選挙の行われ方、報道の自由度、参政権、世論、政府の機能、汚職、安定性によって評価され、「完全民主主義」「欠陥民主主義」「混合政治体制」「権威主義体制」の4つに分類される[3]。
- 世界の自由度（Freedom in the World）はアメリカ合衆国を拠点とするフリーダムハウス（収入の66%はアメリカ合衆国政府[4]）が発表する政治的自由と主に世界人権宣言にのっとった基本的人権の指標。「自由」「部分的に自由」「自由がない国」の3つに分類される[5]。
- 経済自由度指数（Index of Economic Freedom）はアメリカ合衆国を拠点とするウォール・ストリート・ジャーナルとヘリテージ財団が毎年発表する経済的自由度の指標。「自由」「おおむね自由」「中程度の自由」「やや不自由」「抑制を受けている国」の5つに分類される[6]。
- CIRI人権データプロジェクト（英語版）（CIRI Human Rights Data Project）は人、市民、女性、労働者の自由度の指標[7]。現在はコネチカット大学が主催している。下記の表には含まれていない。
- V-Dem民主主義指数（V-Dem Democracy Indices）はスウェーデンのヨーテボリ大学政治学部にプロジェクトの本部が置かれているV-Dem研究所が発表する様々な民主主義の質を評価した指数である。世界中の政治体制の特徴を説明しているとされる。

## 各指数の評価
次の表は各指数の評価、分類。詳しい評価や順位は各指数の項目を参照。

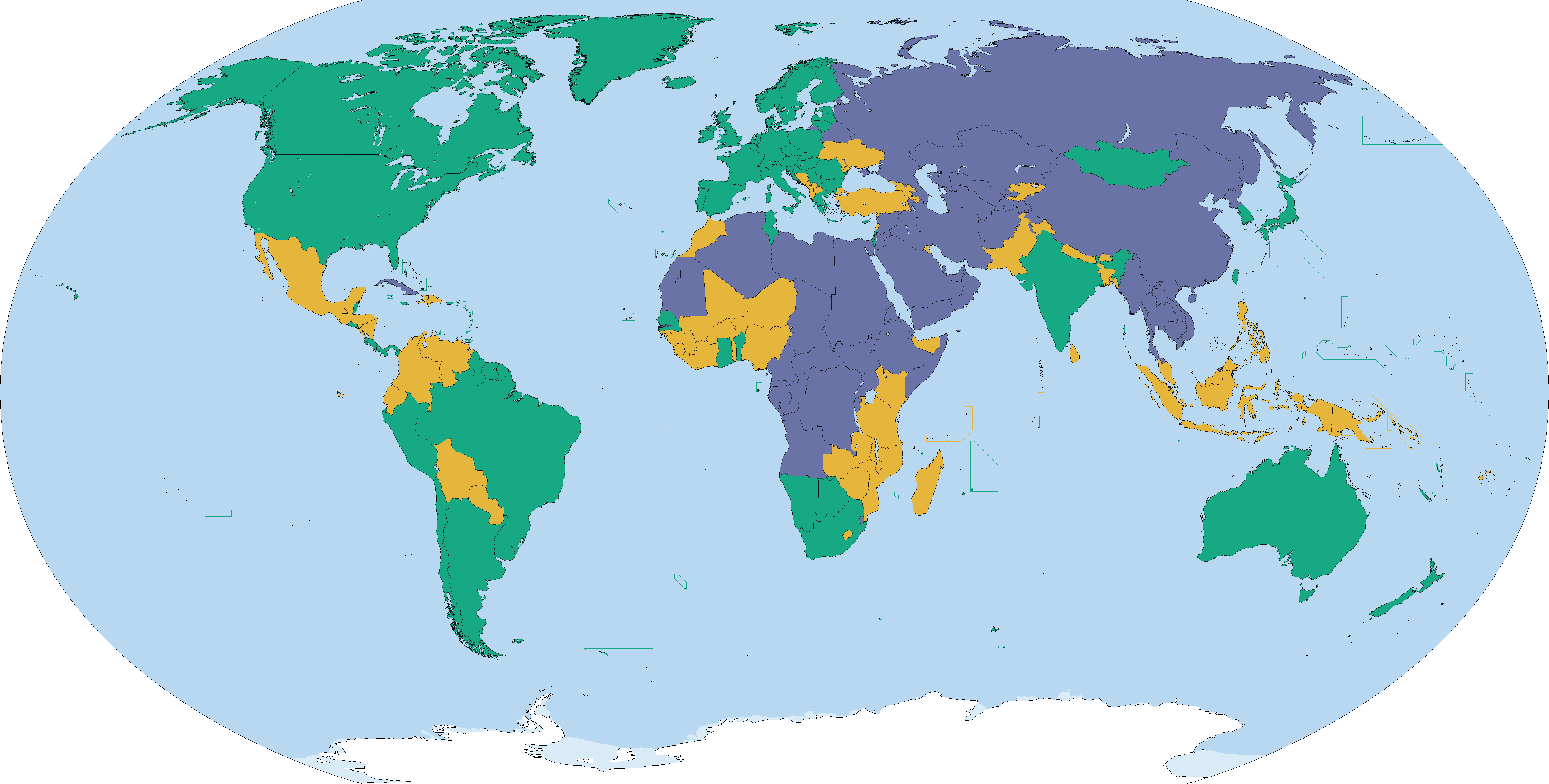
2016年の世界の自由度
自由 (86)
部分的に自由 (59)
自由がない (50)出典: フリーダムハウス

2014年の経済自由度指数.
出典: ヘリテージ財団とウォール・ストリート・ジャーナル

2014年の世界報道自由度指数
非常に深刻
深刻
問題
十分
良好
評価なし/
データなし
出典: 国境なき記者団

EIUによる2023年民主主義指数の地図出典: エコノミスト・インテリジェンス・ユニット

| 非常に深刻 深刻 問題 | 十分 良好 評価なし/ データなし |

| 指数                                         | 評価           | 評価           | 評価           | 評価           | 評価           | 評価           | 評価           | 評価           | 評価           | 評価           | 評価           | 評価           | 評価           | 評価           | 評価           | 評価               | 評価               | 評価               | 評価               | 評価               | 評価               | 評価               | 評価               | 評価               | 評価               | 評価               | 評価               | 評価               | 評価               | 評価               | 評価         | 評価         | 評価         | 評価         | 評価         | 評価         | 評価         | 評価         | 評価         | 評価         | 評価         | 評価         | 評価         | 評価         | 評価         | 評価         | 評価         | 評価         | 評価             | 評価             | 評価             | 評価             | 評価             | 評価             | 評価             | 評価             | 評価             | 評価             | 評価             | 評価             |
| -------------------------------------------- | -------------- | -------------- | -------------- | -------------- | -------------- | -------------- | -------------- | -------------- | -------------- | -------------- | -------------- | -------------- | -------------- | -------------- | -------------- | ------------------ | ------------------ | ------------------ | ------------------ | ------------------ | ------------------ | ------------------ | ------------------ | ------------------ | ------------------ | ------------------ | ------------------ | ------------------ | ------------------ | ------------------ | ------------ | ------------ | ------------ | ------------ | ------------ | ------------ | ------------ | ------------ | ------------ | ------------ | ------------ | ------------ | ------------ | ------------ | ------------ | ------------ | ------------ | ------------ | ---------------- | ---------------- | ---------------- | ---------------- | ---------------- | ---------------- | ---------------- | ---------------- | ---------------- | ---------------- | ---------------- | ---------------- |
| 世界の自由度 Freedom in the World            | 自由           | 自由           | 自由           | 自由           | 自由           | 自由           | 自由           | 自由           | 自由           | 自由           | 自由           | 自由           | 自由           | 自由           | 自由           | 自由               | 自由               | 自由               | 自由               | 自由               | 部分的に自由       | 部分的に自由       | 部分的に自由       | 部分的に自由       | 部分的に自由       | 部分的に自由       | 部分的に自由       | 部分的に自由       | 部分的に自由       | 部分的に自由       | 部分的に自由 | 部分的に自由 | 部分的に自由 | 部分的に自由 | 部分的に自由 | 部分的に自由 | 部分的に自由 | 部分的に自由 | 部分的に自由 | 部分的に自由 | 自由がない国 | 自由がない国 | 自由がない国 | 自由がない国 | 自由がない国 | 自由がない国 | 自由がない国 | 自由がない国 | 自由がない国     | 自由がない国     | 自由がない国     | 自由がない国     | 自由がない国     | 自由がない国     | 自由がない国     | 自由がない国     | 自由がない国     | 自由がない国     | 自由がない国     | 自由がない国     |
| 経済自由度指数 Index of Economic Freedom     | 自由           | 自由           | 自由           | 自由           | 自由           | 自由           | 自由           | 自由           | 自由           | 自由           | 自由           | 自由           | おおむね自由   | おおむね自由   | おおむね自由   | おおむね自由       | おおむね自由       | おおむね自由       | おおむね自由       | おおむね自由       | おおむね自由       | おおむね自由       | おおむね自由       | おおむね自由       | 中程度の自由       | 中程度の自由       | 中程度の自由       | 中程度の自由       | 中程度の自由       | 中程度の自由       | 中程度の自由 | 中程度の自由 | 中程度の自由 | 中程度の自由 | 中程度の自由 | 中程度の自由 | やや不自由   | やや不自由   | やや不自由   | やや不自由   | やや不自由   | やや不自由   | やや不自由   | やや不自由   | やや不自由   | やや不自由   | やや不自由   | やや不自由   | 抑制を受けている | 抑制を受けている | 抑制を受けている | 抑制を受けている | 抑制を受けている | 抑制を受けている | 抑制を受けている | 抑制を受けている | 抑制を受けている | 抑制を受けている | 抑制を受けている | 抑制を受けている |
| 世界報道自由度指数 World Press Freedom Index | 良好な状態     | 良好な状態     | 良好な状態     | 良好な状態     | 良好な状態     | 良好な状態     | 良好な状態     | 良好な状態     | 良好な状態     | 良好な状態     | 良好な状態     | 良好な状態     | 十分な状態     | 十分な状態     | 十分な状態     | 十分な状態         | 十分な状態         | 十分な状態         | 十分な状態         | 十分な状態         | 十分な状態         | 十分な状態         | 十分な状態         | 十分な状態         | 問題な状態         | 問題な状態         | 問題な状態         | 問題な状態         | 問題な状態         | 問題な状態         | 問題な状態   | 問題な状態   | 問題な状態   | 問題な状態   | 問題な状態   | 問題な状態   | 深刻な状態   | 深刻な状態   | 深刻な状態   | 深刻な状態   | 深刻な状態   | 深刻な状態   | 深刻な状態   | 深刻な状態   | 深刻な状態   | 深刻な状態   | 深刻な状態   | 深刻な状態   | 非常に深刻な状態 | 非常に深刻な状態 | 非常に深刻な状態 | 非常に深刻な状態 | 非常に深刻な状態 | 非常に深刻な状態 | 非常に深刻な状態 | 非常に深刻な状態 | 非常に深刻な状態 | 非常に深刻な状態 | 非常に深刻な状態 | 非常に深刻な状態 |
| 民主主義指数 Democracy index                 | 完全な民主主義 | 完全な民主主義 | 完全な民主主義 | 完全な民主主義 | 完全な民主主義 | 完全な民主主義 | 完全な民主主義 | 完全な民主主義 | 完全な民主主義 | 完全な民主主義 | 完全な民主主義 | 完全な民主主義 | 完全な民主主義 | 完全な民主主義 | 完全な民主主義 | 欠陥のある民主主義 | 欠陥のある民主主義 | 欠陥のある民主主義 | 欠陥のある民主主義 | 欠陥のある民主主義 | 欠陥のある民主主義 | 欠陥のある民主主義 | 欠陥のある民主主義 | 欠陥のある民主主義 | 欠陥のある民主主義 | 欠陥のある民主主義 | 欠陥のある民主主義 | 欠陥のある民主主義 | 欠陥のある民主主義 | 欠陥のある民主主義 | 混合体制     | 混合体制     | 混合体制     | 混合体制     | 混合体制     | 混合体制     | 混合体制     | 混合体制     | 混合体制     | 混合体制     | 混合体制     | 混合体制     | 混合体制     | 混合体制     | 混合体制     | 権威主義体制 | 権威主義体制 | 権威主義体制 | 権威主義体制     | 権威主義体制     | 権威主義体制     | 権威主義体制     | 権威主義体制     | 権威主義体制     | 権威主義体制     | 権威主義体制     | 権威主義体制     | 権威主義体制     | 権威主義体制     | 権威主義体制     |

## 国別の一覧
| 国                               | 2014年の世界の自由度 | 2014年の経済自由度指数 | 2014年の世界報道自由度指数 | 2012年の民主主義指数 |
| -------------------------------- | -------------------- | ---------------------- | -------------------------- | -------------------- |
| アブハジア                       | 部分的に自由         | n/a                    | n/a                        | n/a                  |
| アフガニスタン                   | 自由がない国         | n/a                    | 深刻な状態                 | 権威主義体制         |
| アルバニア                       | 部分的に自由         | 中程度の自由           | 問題な状態                 | 混合体制             |
| アルジェリア                     | 自由がない国         | やや不自由             | 深刻な状態                 | 権威主義体制         |
| アンドラ                         | 自由                 | n/a                    | 良好な状態                 | 欠陥のある民主主義   |
| アンゴラ                         | 自由がない国         | 抑制を受けている       | 深刻な状態                 | 権威主義体制         |
| アンギラ                         | n/a                  | n/a                    | 十分な状態                 | n/a                  |
| アンティグア・バーブーダ         | 自由                 | n/a                    | 十分な状態                 | 欠陥のある民主主義   |
| アルゼンチン                     | 自由                 | 抑制を受けている       | 問題な状態                 | 欠陥のある民主主義   |
| アルメニア                       | 部分的に自由         | 中程度の自由           | 問題な状態                 | 混合体制             |
| オーストラリア                   | 自由                 | 自由                   | 十分な状態                 | 完全な民主主義       |
| オーストリア                     | 自由                 | おおむね自由           | 良好な状態                 | 完全な民主主義       |
| アゼルバイジャン                 | 自由がない国         | 中程度の自由           | 深刻な状態                 | 権威主義体制         |
| バハマ                           | 自由                 | 中程度の自由           | 十分な状態                 | 欠陥のある民主主義   |
| バーレーン                       | 自由がない国         | おおむね自由           | 非常に深刻な状態           | 権威主義体制         |
| バングラデシュ                   | 部分的に自由         | やや不自由             | 深刻な状態                 | 欠陥のある民主主義   |
| バルバドス                       | 自由                 | 中程度の自由           | 十分な状態                 | 欠陥のある民主主義   |
| ベラルーシ                       | 自由がない国         | やや不自由             | 深刻な状態                 | 権威主義体制         |
| ベルギー                         | 自由                 | 中程度の自由           | 良好な状態                 | 完全な民主主義       |
| ベリーズ                         | 自由                 | やや不自由             | 十分な状態                 | 欠陥のある民主主義   |
| ベナン                           | 自由                 | やや不自由             | 問題な状態                 | 欠陥のある民主主義   |
| ブータン                         | 部分的に自由         | やや不自由             | 問題な状態                 | 混合体制             |
| ボリビア                         | 部分的に自由         | 抑制を受けている       | 問題な状態                 | 混合体制             |
| ボスニア・ヘルツェゴビナ         | 部分的に自由         | やや不自由             | 問題な状態                 | 混合体制             |
| ボツワナ                         | 自由                 | おおむね自由           | 十分な状態                 | 欠陥のある民主主義   |
| ブラジル                         | 自由                 | やや不自由             | 問題な状態                 | 欠陥のある民主主義   |
| イギリス領ヴァージン諸島         | n/a                  | n/a                    | 十分な状態                 | n/a                  |
| ブルネイ                         | 自由がない国         | 中程度の自由           | 深刻な状態                 | 権威主義体制         |
| ブルガリア                       | 自由                 | 中程度の自由           | 問題な状態                 | 欠陥のある民主主義   |
| ブルキナファソ                   | 部分的に自由         | やや不自由             | 十分な状態                 | 権威主義体制         |
| ミャンマー                       | 自由がない国         | 抑制を受けている       | 深刻な状態                 | 権威主義体制         |
| ブルンジ                         | 部分的に自由         | やや不自由             | 深刻な状態                 | 権威主義体制         |
| カンボジア                       | 自由がない国         | やや不自由             | 深刻な状態                 | 混合体制             |
| カメルーン                       | 自由がない国         | やや不自由             | 深刻な状態                 | 権威主義体制         |
| カナダ                           | 自由                 | 自由                   | 良好な状態                 | 完全な民主主義       |
| カーボベルデ                     | 自由                 | 中程度の自由           | 十分な状態                 | 欠陥のある民主主義   |
| 中央アフリカ共和国               | 自由がない国         | 抑制を受けている       | 問題な状態                 | 権威主義体制         |
| チャド                           | 自由がない国         | 抑制を受けている       | 深刻な状態                 | 権威主義体制         |
| チリ                             | 自由                 | おおむね自由           | 問題な状態                 | 欠陥のある民主主義   |
| 中華人民共和国                   | 自由がない国         | やや不自由             | 非常に深刻な状態           | 権威主義体制         |
| コロンビア                       | 部分的に自由         | おおむね自由           | 深刻な状態                 | 欠陥のある民主主義   |
| コモロ                           | 部分的に自由         | やや不自由             | 十分な状態                 | 権威主義体制         |
| コスタリカ                       | 自由                 | 中程度の自由           | 良好な状態                 | 完全な民主主義       |
| コンゴ民主共和国                 | 自由がない国         | 抑制を受けている       | 深刻な状態                 | 権威主義体制         |
| コンゴ共和国                     | 自由がない国         | 抑制を受けている       | 問題な状態                 | 権威主義体制         |
| クロアチア                       | 自由                 | 中程度の自由           | 問題な状態                 | 欠陥のある民主主義   |
| キューバ                         | 自由がない国         | 抑制を受けている       | 非常に深刻な状態           | 権威主義体制         |
| キプロス                         | 自由                 | 中程度の自由           | 十分な状態                 | 欠陥のある民主主義   |
| チェコ                           | 自由                 | おおむね自由           | 良好な状態                 | 完全な民主主義       |
| デンマーク                       | 自由                 | おおむね自由           | 良好な状態                 | 完全な民主主義       |
| ジブチ                           | 自由がない国         | やや不自由             | 非常に深刻な状態           | 権威主義体制         |
| ドミニカ国                       | 自由                 | 中程度の自由           | 十分な状態                 | 欠陥のある民主主義   |
| ドミニカ共和国                   | 自由                 | 中程度の自由           | 問題な状態                 | 欠陥のある民主主義   |
| 東ティモール                     | 部分的に自由         | 抑制を受けている       | 問題な状態                 | 欠陥のある民主主義   |
| エクアドル                       | 部分的に自由         | 抑制を受けている       | 問題な状態                 | 混合体制             |
| エジプト                         | 自由がない国         | やや不自由             | 深刻な状態                 | 混合体制             |
| エルサルバドル                   | 自由                 | 中程度の自由           | 十分な状態                 | 欠陥のある民主主義   |
| 赤道ギニア                       | 自由がない国         | 抑制を受けている       | 非常に深刻な状態           | 権威主義体制         |
| エリトリア                       | 自由がない国         | 抑制を受けている       | 非常に深刻な状態           | 権威主義体制         |
| エストニア                       | 自由                 | おおむね自由           | 良好な状態                 | 欠陥のある民主主義   |
| エチオピア                       | 自由がない国         | やや不自由             | 深刻な状態                 | 権威主義体制         |
| フィジー                         | 部分的に自由         | やや不自由             | 問題な状態                 | 権威主義体制         |
| フィンランド                     | 自由                 | おおむね自由           | 良好な状態                 | 完全な民主主義       |
| フランス                         | 自由                 | 中程度の自由           | 十分な状態                 | 欠陥のある民主主義   |
| フランス領ギアナ                 | 自由                 | 中程度の自由           | 十分な状態                 | 欠陥のある民主主義   |
| ガボン                           | 自由がない国         | やや不自由             | 問題な状態                 | 権威主義体制         |
| ガンビア                         | 自由がない国         | やや不自由             | 深刻な状態                 | 権威主義体制         |
| ガザ地区                         | 自由がない国         | n/a                    | 深刻な状態                 | n/a                  |
| ジョージア                       | 部分的に自由         | おおむね自由           | 問題な状態                 | 混合体制             |
| ドイツ                           | 自由                 | おおむね自由           | 良好な状態                 | 完全な民主主義       |
| ガーナ                           | 自由                 | 中程度の自由           | 十分な状態                 | 欠陥のある民主主義   |
| ギリシャ                         | 自由                 | やや不自由             | 問題な状態                 | 欠陥のある民主主義   |
| グレナダ                         | 自由                 | n/a                    | 十分な状態                 | 欠陥のある民主主義   |
| グアテマラ                       | 部分的に自由         | 中程度の自由           | 深刻な状態                 | 混合体制             |
| ギニア                           | 部分的に自由         | やや不自由             | 問題な状態                 | 権威主義体制         |
| ギニアビサウ                     | 自由がない国         | やや不自由             | 問題な状態                 | 権威主義体制         |
| ガイアナ                         | 自由                 | やや不自由             | 問題な状態                 | 欠陥のある民主主義   |
| ハイチ                           | 部分的に自由         | 抑制を受けている       | 十分な状態                 | 混合体制             |
| ホンジュラス                     | 部分的に自由         | やや不自由             | 深刻な状態                 | 混合体制             |
| 香港                             | 部分的に自由         | 自由                   | 問題な状態                 | 欠陥のある民主主義   |
| ハンガリー                       | 自由                 | 中程度の自由           | 問題な状態                 | 欠陥のある民主主義   |
| アイスランド                     | 自由                 | おおむね自由           | 良好な状態                 | 完全な民主主義       |
| インド                           | 自由                 | やや不自由             | 深刻な状態                 | 欠陥のある民主主義   |
| インドネシア                     | 部分的に自由         | やや不自由             | 深刻な状態                 | 欠陥のある民主主義   |
| イラン                           | 自由がない国         | 抑制を受けている       | 非常に深刻な状態           | 権威主義体制         |
| イラク                           | 自由がない国         | n/a                    | 深刻な状態                 | 混合体制             |
| アイルランド                     | 自由                 | おおむね自由           | 良好な状態                 | 完全な民主主義       |
| イスラエル                       | 自由                 | 中程度の自由           | 問題な状態                 | 欠陥のある民主主義   |
| イタリア                         | 自由                 | 中程度の自由           | 十分な状態                 | 欠陥のある民主主義   |
| コートジボワール                 | 部分的に自由         | やや不自由             | 問題な状態                 | 権威主義体制         |
| ジャマイカ                       | 自由                 | 中程度の自由           | 良好な状態                 | 欠陥のある民主主義   |
| 日本                             | 自由                 | おおむね自由           | 問題な状態                 | 完全な民主主義       |
| ヨルダン                         | 自由がない国         | 中程度の自由           | 深刻な状態                 | 権威主義体制         |
| カシミール                       | 部分的に自由         | n/a                    | 深刻な状態                 | n/a                  |
| カシミール                       | 自由がない国         | n/a                    | 深刻な状態                 | n/a                  |
| カザフスタン                     | 自由がない国         | 中程度の自由           | 深刻な状態                 | 権威主義体制         |
| ケニア                           | 部分的に自由         | やや不自由             | 問題な状態                 | 混合体制             |
| キリバス                         | 自由                 | 抑制を受けている       | 十分な状態                 | 欠陥のある民主主義   |
| 朝鮮民主主義人民共和国           | 自由がない国         | 抑制を受けている       | 非常に深刻な状態           | 権威主義体制         |
| 大韓民国                         | 自由                 | おおむね自由           | 問題な状態                 | 完全な民主主義       |
| コソボ                           | 部分的に自由         | n/a                    | 問題な状態                 | n/a                  |
| クウェート                       | 部分的に自由         | 中程度の自由           | 問題な状態                 | 権威主義体制         |
| キルギス                         | 部分的に自由         | 中程度の自由           | 問題な状態                 | 混合体制             |
| ラオス                           | 自由がない国         | やや不自由             | 非常に深刻な状態           | 権威主義体制         |
| ラトビア                         | 自由                 | 中程度の自由           | 十分な状態                 | 欠陥のある民主主義   |
| レバノン                         | 部分的に自由         | やや不自由             | 問題な状態                 | 混合体制             |
| レソト                           | 自由                 | 抑制を受けている       | 問題な状態                 | 欠陥のある民主主義   |
| リベリア                         | 部分的に自由         | やや不自由             | 問題な状態                 | 混合体制             |
| リビア                           | 部分的に自由         | n/a                    | 深刻な状態                 | 混合体制             |
| リヒテンシュタイン               | 自由                 | n/a                    | 良好な状態                 | 欠陥のある民主主義   |
| リトアニア                       | 自由                 | おおむね自由           | 十分な状態                 | 欠陥のある民主主義   |
| ルクセンブルク                   | 自由                 | おおむね自由           | 良好な状態                 | 完全な民主主義       |
| マカオ                           | n/a                  | おおむね自由           | 問題な状態                 | n/a                  |
| 北マケドニア                     | 部分的に自由         | 中程度の自由           | 深刻な状態                 | 欠陥のある民主主義   |
| マダガスカル                     | 部分的に自由         | 中程度の自由           | 問題な状態                 | 権威主義体制         |
| マラウイ                         | 部分的に自由         | やや不自由             | 問題な状態                 | 欠陥のある民主主義   |
| マレーシア                       | 部分的に自由         | 中程度の自由           | 深刻な状態                 | 欠陥のある民主主義   |
| モルディブ                       | 部分的に自由         | やや不自由             | 問題な状態                 | 混合体制             |
| マリ                             | 部分的に自由         | やや不自由             | 深刻な状態                 | 混合体制             |
| マルタ                           | 自由                 | 中程度の自由           | 十分な状態                 | 完全な民主主義       |
| マーシャル諸島                   | 自由                 | n/a                    | 十分な状態                 | 欠陥のある民主主義   |
| モーリタニア                     | 部分的に自由         | やや不自由             | 問題な状態                 | 混合体制             |
| モーリシャス                     | 自由                 | おおむね自由           | 問題な状態                 | 完全な民主主義       |
| メキシコ                         | 部分的に自由         | 中程度の自由           | 深刻な状態                 | 欠陥のある民主主義   |
| ミクロネシア連邦                 | 自由                 | 抑制を受けている       | 十分な状態                 | 欠陥のある民主主義   |
| モルドバ                         | 部分的に自由         | やや不自由             | 問題な状態                 | 欠陥のある民主主義   |
| モナコ                           | 自由                 | n/a                    | 十分な状態                 | 欠陥のある民主主義   |
| モンゴル                         | 自由                 | やや不自由             | 問題な状態                 | 欠陥のある民主主義   |
| モントセラト                     | n/a                  | n/a                    | 十分な状態                 | n/a                  |
| モンテネグロ                     | 自由                 | 中程度の自由           | 深刻な状態                 | 欠陥のある民主主義   |
| モロッコ                         | 部分的に自由         | やや不自由             | 深刻な状態                 | 混合体制             |
| モザンビーク                     | 部分的に自由         | やや不自由             | 問題な状態                 | 混合体制             |
| アルツァフ共和国                 | 自由がない国         | n/a                    | n/a                        | n/a                  |
| ナミビア                         | 自由                 | やや不自由             | 良好な状態                 | 欠陥のある民主主義   |
| ナウル                           | 自由                 | n/a                    | 十分な状態                 | 欠陥のある民主主義   |
| ネパール                         | 部分的に自由         | やや不自由             | 深刻な状態                 | 混合体制             |
| オランダ                         | 自由                 | おおむね自由           | 良好な状態                 | 完全な民主主義       |
| ニューカレドニア                 | n/a                  | n/a                    | 良好な状態                 | n/a                  |
| ニュージーランド                 | 自由                 | 自由                   | 良好な状態                 | 完全な民主主義       |
| ニカラグア                       | 部分的に自由         | やや不自由             | 問題な状態                 | 混合体制             |
| ニジェール                       | 部分的に自由         | やや不自由             | 十分な状態                 | 混合体制             |
| ナイジェリア                     | 部分的に自由         | やや不自由             | 深刻な状態                 | 権威主義体制         |
| 北キプロス                       | 自由                 | n/a                    | 問題な状態                 | n/a                  |
| ノルウェー                       | 自由                 | おおむね自由           | 良好な状態                 | 完全な民主主義       |
| オマーン                         | 自由がない国         | 中程度の自由           | 深刻な状態                 | 権威主義体制         |
| パキスタン                       | 部分的に自由         | やや不自由             | 深刻な状態                 | 混合体制             |
| パラオ                           | 自由                 | n/a                    | 十分な状態                 | 欠陥のある民主主義   |
| パレスチナ                       | 自由がない国         | n/a                    | 深刻な状態                 | 混合体制             |
| パナマ                           | 自由                 | 中程度の自由           | 問題な状態                 | 欠陥のある民主主義   |
| パプアニューギニア               | 部分的に自由         | やや不自由             | 十分な状態                 | 欠陥のある民主主義   |
| パラグアイ                       | 部分的に自由         | 中程度の自由           | 問題な状態                 | 欠陥のある民主主義   |
| ペルー                           | 自由                 | 中程度の自由           | 問題な状態                 | 欠陥のある民主主義   |
| フィリピン                       | 部分的に自由         | 中程度の自由           | 深刻な状態                 | 欠陥のある民主主義   |
| ポーランド                       | 自由                 | 中程度の自由           | 良好な状態                 | 欠陥のある民主主義   |
| ポルトガル                       | 自由                 | 中程度の自由           | 十分な状態                 | 欠陥のある民主主義   |
| プエルトリコ                     | 自由                 | n/a                    | 十分な状態                 | n/a                  |
| カタール                         | 自由がない国         | おおむね自由           | 問題な状態                 | 権威主義体制         |
| ルーマニア                       | 自由                 | 中程度の自由           | 十分な状態                 | 欠陥のある民主主義   |
| ロシア                           | 自由がない国         | やや不自由             | 深刻な状態                 | 権威主義体制         |
| ルワンダ                         | 自由がない国         | 中程度の自由           | 非常に深刻な状態           | 権威主義体制         |
| セントクリストファー・ネイビス   | 自由                 | n/a                    | 十分な状態                 | 欠陥のある民主主義   |
| セントルシア                     | 自由                 | おおむね自由           | 十分な状態                 | 欠陥のある民主主義   |
| セントビンセント・グレナディーン | 自由                 | 中程度の自由           | 十分な状態                 | 欠陥のある民主主義   |
| サモア                           | 自由                 | 中程度の自由           | 十分な状態                 | 欠陥のある民主主義   |
| サンマリノ                       | 自由                 | n/a                    | 十分な状態                 | 欠陥のある民主主義   |
| サントメ・プリンシペ             | 自由                 | 抑制を受けている       | 十分な状態                 | 欠陥のある民主主義   |
| サウジアラビア                   | 自由がない国         | 中程度の自由           | 非常に深刻な状態           | 権威主義体制         |
| セネガル                         | 自由                 | やや不自由             | 問題な状態                 | 欠陥のある民主主義   |
| セルビア                         | 自由                 | やや不自由             | 問題な状態                 | 欠陥のある民主主義   |
| セーシェル                       | 部分的に自由         | やや不自由             | 問題な状態                 | 欠陥のある民主主義   |
| シエラレオネ                     | 部分的に自由         | やや不自由             | 問題な状態                 | 混合体制             |
| シンガポール                     | 部分的に自由         | 自由                   | 深刻な状態                 | 混合体制             |
| スロバキア                       | 自由                 | 中程度の自由           | 良好な状態                 | 欠陥のある民主主義   |
| スロベニア                       | 自由                 | 中程度の自由           | 十分な状態                 | 欠陥のある民主主義   |
| ソロモン諸島                     | 部分的に自由         | 抑制を受けている       | 良好な状態                 | 欠陥のある民主主義   |
| ソマリア                         | 自由がない国         | n/a                    | 非常に深刻な状態           | 権威主義体制         |
| ソマリランド                     | 部分的に自由         | n/a                    | n/a                        | n/a                  |
| 南アフリカ                       | 自由                 | 中程度の自由           | 十分な状態                 | 欠陥のある民主主義   |
| 南オセチア                       | 自由がない国         | n/a                    | n/a                        | n/a                  |
| 南スーダン                       | 自由がない国         | n/a                    | 深刻な状態                 | 混合体制             |
| スペイン                         | 自由                 | 中程度の自由           | 十分な状態                 | 完全な民主主義       |
| スリランカ                       | 部分的に自由         | 中程度の自由           | 非常に深刻な状態           | 混合体制             |
| スーダン                         | 自由がない国         | n/a                    | 非常に深刻な状態           | 権威主義体制         |
| スリナム                         | 自由                 | やや不自由             | 十分な状態                 | 欠陥のある民主主義   |
| スワジランド                     | 自由がない国         | 中程度の自由           | 深刻な状態                 | 権威主義体制         |
| スウェーデン                     | 自由                 | おおむね自由           | 良好な状態                 | 完全な民主主義       |
| スイス                           | 自由                 | 自由                   | 良好な状態                 | 完全な民主主義       |
| シリア                           | 自由がない国         | n/a                    | 非常に深刻な状態           | 権威主義体制         |
| 中華民国                         | 自由                 | おおむね自由           | 十分な状態                 | 欠陥のある民主主義   |
| タジキスタン                     | 自由がない国         | やや不自由             | 深刻な状態                 | 権威主義体制         |
| タンザニア                       | 部分的に自由         | やや不自由             | 問題な状態                 | 混合体制             |
| タイ                             | 自由がない国         | 中程度の自由           | 深刻な状態                 | 欠陥のある民主主義   |
| チベット                         | 自由がない国         | n/a                    | n/a                        | n/a                  |
| トーゴ                           | 部分的に自由         | 抑制を受けている       | 問題な状態                 | 権威主義体制         |
| トンガ                           | 自由                 | やや不自由             | 問題な状態                 | 欠陥のある民主主義   |
| 沿ドニエストル共和国             | 自由がない国         | n/a                    | n/a                        | n/a                  |
| トリニダード・トバゴ             | 自由                 | 中程度の自由           | 十分な状態                 | 欠陥のある民主主義   |
| チュニジア                       | 部分的に自由         | やや不自由             | 深刻な状態                 | 混合体制             |
| トルコ                           | 部分的に自由         | 中程度の自由           | 深刻な状態                 | 混合体制             |
| トルクメニスタン                 | 自由がない国         | 抑制を受けている       | 非常に深刻な状態           | 権威主義体制         |
| ツバル                           | 自由                 | n/a                    | 十分な状態                 | 欠陥のある民主主義   |
| ウガンダ                         | 部分的に自由         | やや不自由             | 問題な状態                 | 混合体制             |
| ウクライナ                       | 部分的に自由         | 抑制を受けている       | 深刻な状態                 | 混合体制             |
| アラブ首長国連邦                 | 自由がない国         | おおむね自由           | 深刻な状態                 | 権威主義体制         |
| イギリス                         | 自由                 | おおむね自由           | 十分な状態                 | 完全な民主主義       |
| アメリカ                         | 自由                 | おおむね自由           | 十分な状態                 | 完全な民主主義       |
| ウルグアイ                       | 自由                 | 中程度の自由           | 十分な状態                 | 完全な民主主義       |
| ウズベキスタン                   | 自由がない国         | 抑制を受けている       | 非常に深刻な状態           | 権威主義体制         |
| バヌアツ                         | 自由                 | やや不自由             | 良好な状態                 | 欠陥のある民主主義   |
| ベネズエラ                       | 部分的に自由         | 抑制を受けている       | 深刻な状態                 | 混合体制             |
| ベトナム                         | 自由がない国         | やや不自由             | 非常に深刻な状態           | 権威主義体制         |
| ヨルダン川西岸地区               | 自由がない国         | n/a                    | 深刻な状態                 | 混合体制             |
| 西サハラ                         | 自由がない国         | n/a                    | 深刻な状態                 | 権威主義体制         |
| イエメン                         | 自由がない国         | やや不自由             | 非常に深刻な状態           | 権威主義体制         |
| ザンビア                         | 部分的に自由         | 中程度の自由           | 問題な状態                 | 欠陥のある民主主義   |
| ジンバブエ                       | 自由がない国         | 抑制を受けている       | 深刻な状態                 | 権威主義体制         |